# Тимино (Челябинская область)
Тимино — село в Каслинском районе Челябинской области России. Входит в состав Шабуровского сельского поселения.

## География
Село находится на берегах реки Багаряк, на расстоянии примерно 52 км к северо-востоку от города Касли, административного центра района. Абсолютная высота — 194 м над уровнем моря. Является самым северным населённым пунктом в Челябинской области. Занимаемая селом местность болотиста.

## История
Село основано в 1770 году. Первыми жителями села были крестьяне, закреплёнными за Сысертскими заводами. В начале XX века основным занятием сельчан было земледелие, а также работы на заводах и рудниках. На территории села находился банк. В период коллективизации, в 1929—1930 годах в селе организован колхоз «Красный Урал». В 1962 году в состав села была включена деревня Петухова.

## Население
| 2002 | 2010 |
| ---- | ---- |
| 377  | ↘331 |

### Половой состав
По данным Всероссийской переписи, в 2010 году численность населения села составляла 331 человек (156 мужчин и 175 женщин).

## Улицы
| - ул. 1 Мая, - ул. Карла Маркса, | - ул. Ленина, - ул. Мира. |

## Иоанно-Предтеченская церковь
Деревянная, однопрестольная церковь была построена в 1846 году на средства прихожан и доброхотные пожертвования, по благословению преосвященного Аркадия, епископа Пермского и Верхотурского. Церковь была освящена во имя Предтечи и Крестителя Иоанна в 1848 году. Причт прихода состоял из одного священника и одного псаломщика. Одним из священников был Платон Горных в 1892—1894 годах.